# Reedy Glacier
Reedy Glacier är en glaciär i Antarktis. Den ligger i Västantarktis. Inget land gör anspråk på området. Reedy Glacier ligger 967 meter över havet.
Terrängen runt Reedy Glacier är platt. Trakten är obefolkad. Det finns inga samhällen i närheten.